# Bezpośrednie wyniesienie

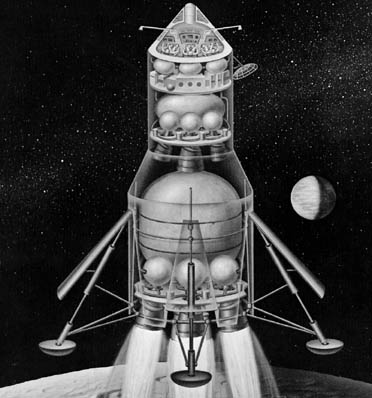
Wizja artysty przedstawiająca pojazd Apollo lądujący na Księżycu po bezpośrednim locie z Ziemi

Bezpośrednie wyniesienie – proponowany sposób realizacji lotu kosmicznego na Księżyc. W Stanach Zjednoczonych misja taka miałaby wykorzystywać wielkie rakiety Nova lub Saturn C-8, których moc pozwoliłaby na wystrzelenie pojazdu bezpośrednio na Księżyc, gdzie pojazd wylądowałby na rufie, po czym wystartował w drogę powrotną na Ziemię. Innymi opcjami, które NASA rozważała dla misji księżycowej, były: spotkanie na orbicie Księżyca i spotkanie na orbicie Ziemi. Wybrany został wariant spotkania na orbicie Księżyca, jako najbardziej realny.
Rosjanie także rozważali kilka strategii wyniesienia, jednak doszli do podobnych wniosków co specjaliści z NASA – radziecka misja księżycowa miała składać się z dwóch ludzi w pojeździe Sojuz oraz jednego w lądowniku. Opóźnienia spowodowane niepowodzeniami z rakietą N1 opóźniły radziecki program księżycowy, i w momencie lądowania Apollo 11 program był daleko w tyle za odpowiednikiem amerykańskim.
Filmy science fiction, takie jak Kierunek Księżyc (ang. Destination Moon), często przedstawiają motyw misji bezpośredniego wyniesienia. Jednak w rzeczywistości koncepcja ta została odrzucona jako nierealna, głównie z powodu niemożliwego do realizacji lądowania rufowego pojazdu rozmiaru rakiety Atlas.